# اسپیس (گروه موسیقی)

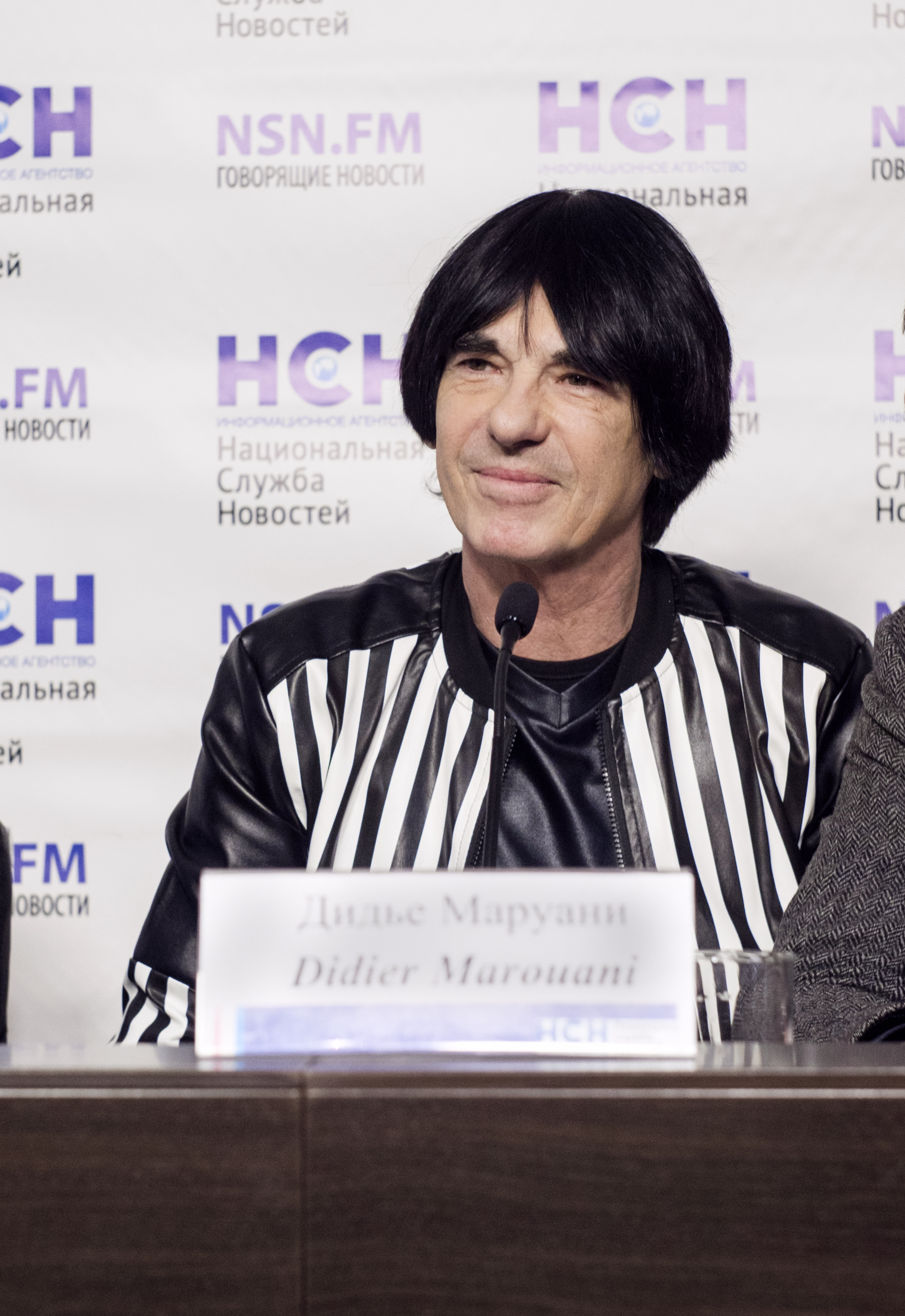
دیدیه ماروانی، نوازنده و ترانه سرای فرانسوی، رهبر گروه "اسپیس" در کنفرانس مطبوعاتی درباره دادگاه با فیلیپ کرکوروف، در مسکو. 18.03.2019

اسپیس (Space) یک گروه موسیقی الکترونیک فرانسوی است که از سال ۱۹۷۷ تا ۱۹۸۰ فعال بود و از سال ۱۹۹۲ با اجرای زندهٔ ترانه‌ها دوباره فعال شده‌است. این گروه یکی از برجسته‌ترین گروه‌های ژانر موسیقی دیسکوی فضایی و از پیشگامان موسیقی یرودنس الکترونیکا است.

## آلبوم‌ها
- Magic Fly - ۱۹۷۷
- Deliverance - ۱۹۷۷
- Just Blue - ۱۹۷۸
- Deeper Zone - ۱۹۸۰
- Paris-France Transit - ۱۹۸۲
- Space Opera - ۱۹۸۷
- The Very Best of Space - ۱۹۸۵
- Concerts en URSS - ۱۹۹۶
- Best of - ۱۹۹۸
- Symphonic Space Dream - ۲۰۰۲